# Каньедо, Роберто
Роберто Каньедо Рамирес (исп. Roberto Cañedo Ramírez) (30 марта 1918, Гвадалахара, Халиско, Мексика — 16 июня 1998, Мехико, Мексика) — мексиканский актёр театра и кино, изобретатель и певец, внёсший огромный вклад в историю мексиканского кинематографа, 289 ролей в кино и телесериалах.

## Биография
Родился 30 марта 1918 года в Гвадалахаре в семье Игнасио Каньедо Иньигес и Кармен Рамирес Льямас. Также у него было два брата Игнасио и Хуан и сестра  Селия. Перед переездом в Мехико в 1936 году, в Гвадалахаре работал в разных должностях: радиотехником, электриком, а затем директором гостиницы. В 1936 году после переезда в Мехико работал официантом в ресторане. Будущему актёру крупно повезло, он работал в одном из главных ресторанов Мехико, куда обожали ходить представители мексиканской интеллигенции, а также мексиканские актёры. Он обслуживал мексиканских актёров и их семьи и нашёл с ними общий язык и после чего сам захотел стать актёром. В этот ресторан обожала ходить мексиканская актриса Колумба Домингес, на тот момент будущей актрисе было всего лишь 6 лет, которую будущий актёр обслуживал вместе с её родителями и спустя 14 лет после этого, в 1950 году они вместе сыграли в главных ролях в фильме День жизни. 
В мексиканском кинематографе дебютировал в 1938 году и после чего поставил абсолютный рекорд сыгранных ролей в кино и телесериалах — 289. Актёр начал с эпизодических ролей и массовок, первым фильмом был Капитан авантюрист, после чего актёр сыграл роли второго плана. Актёр поставил свой первый рекорд, с 1938 по 1949 год актёр снялся в 138 фильмах, в 1946 году актёр снялся в 10 фильмах. В середине 1940-х годах он сыграл главные роли в ряде радионовелл. В 1949 году выдающиеся  мексиканский режиссёр Эмилио Фернандес пригласил актёра на главную роль в фильме Пуэблерина и не ошибся в нём, благодаря успешно сыгранной роли, актёр был удостоен премии Ariel de Plata в номинации «лучший актёр», после чего режиссёры приглашали актёра на главные роли. В 1950 году вышел фильм День жизни, где актёр снимался вместе с Колумбой Домингес и оба после этого вышли на мировой уровень популярности, ибо фильм был продан фактически во многие страны мира. В период с 1949 по 1951 год, актёр стал заниматься пением в тот момент, когда он работал на радиостанции XEX. В 1950-е годы в Мексике появился новый жанр — телеспектакль и актёр стал пионером мексиканского телевидения, участвуя в них. В 1960 году актёра пригласили попробовать сниматься в мексиканских телесериалах, первым телесериалом стал Моя любовь наедине с прошлым. В 1960-е годы актёр продолжил исполнять главные роли в радионовеллах. Наряду с актёрской карьерой у актёра был также талант изобретателя, сказались навыки тех профессий, когда тот работал до начала актёрской карьеры (список изобретений находится ниже).
Скончался 16 июня 1998 года в Мехико от сердечного приступа. Был кремирован, урна с прахом была захоронена в Церкви Надежды, которая расположена в районе Педрегал-де-Сан-Анхель в Мехико.

## Личная жизнь
Роберто Каньедо был женат дважды.
- Первой женой актёра стала Неллие Валенсия. От этого брака у актёра было трое детей: Роберто, Сильвия и Франсиско. Однако личная жизнь не сложилась, супруги развелись.
- Второй женой актёра стала Ана Мария Падилья. От этого брака у актёра было также трое детей: Лаура, Клаудия и Сандра. Этот брак закончился со смертью актёра в 1998 году. Несмотря на развод с первой супругой, трое детей от первого брака очень тепло относились к своему папе. Все шестеро детей любили своего папу.

## Список запатентованных изобретений
Актёр запатентовал и пустил в ход дела следующие свои изобретения: 
- Альбом для фотографий с клейкой лентой
- Копировальная бумага
- Кинотеатр при дневном свете
- Одноразовая пластиковая тарелка для еды
- Световая перегородка